# ARA San Luis (D-10)
El ARA San Luis (D-10) fue un torpedero/destructor de la clase Buenos Aires construido para la marina de guerra de Argentina entre 1936 y 1938.

## Construcción e historia de servicio
Fue construido por John Brown & Company entre 1937 y 1938 y entregado a la Armada. El ARA San Luis tenía un desplazamiento de 1375 t, una eslora de 98,45 m, una manga de 10,58 m y un calado de 3,2 m. Su sistema de propulsión consistía en dos turbinas de engranajes y tres calderas. El buque podía desarrollar hasta 35,5 nudos de velocidad.
El armamento eran cuatro cañones de 120 mm de calibre, ocho ametralladoras de 12,7 mm y diez tubos lanzatorpedos de 533 mm.
Durante el golpe de Estado de septiembre de 1955, el ARA San Luis fue parte del bando sublevado, contribuyendo a la victoria de la Revolución Libertadora.
Causó baja en 1971.